# Etmopterus
Etmopterus – rodzaj niedużych ryb chrzęstnoszkieletowych z rodziny Etmopteridae.

## Rozmieszczenie geograficzne
Do rodzaju należą gatunki występujące w głębokich wodach oceanów – Spokojnego, Atlantyckiego i Indyjskiego.

## Morfologia
Długość ciała do 94 cm; masa ciała (największa opublikowana) do 3,6 kg.

## Systematyka
Rodzaj zdefiniował w 1810 roku francusko-amerykański przyrodnik Constantine Samuel Rafinesque w publikacji własnego autorstwa poświęconej nowych rodzajów i gatunkom zwierząt i roślin Sycylii. Gatunkiem typowym jest (oznaczenie monotypowe) kolczak czarny (E. spinax).

### Etymologia
- Etmopterus: gr. τμηγω tmēgō ‘ciąć, dzielić’; πτερον pteron ‘skrzydło, płetwa’[7].
- Spinax: łac. spina ‘kolec, cierń’[7][8]. Gatunek typowy (absolutna tautonimia): Squalus spinax Linnaeus, 1758.
- Acanthidium: gr. ακανθα akantha „cierń, kolec”, od ακη akē ‘punkt’[9]; przyrostek zdrabniający –ιδιον -idion[10]. Gatunek typowy (późniejsze oznaczenie): Acanthidium pusillum Lowe, 1839[11].
- Miroscyllium: łac. mirus ‘dziwny, osobliwy’; gr. σκυλιον skulion ‘gatunek rekina’[4]. Gatunek typowy (oryginalne oznaczenie): Centroscyllium sheikoi Dolganov, 1986.

### Podział systematyczny
Do rodzaju należą następujące gatunki:

- Etmopterus alphus Ebert, Straube, Leslie & Weigmann, 2016
- Etmopterus bigelowi Shirai & Tachikawa, 1993
- Etmopterus brachyurus Smith & Radcliffe, 1912
- Etmopterus brosei Ebert, Leslie & Weigmann, 2021
- Etmopterus bullisi Bigelow & Schroeder, 1957
- Etmopterus burgessi Schaaf-Da Silva & Ebert, 2006
- Etmopterus carteri Springer & Burgess, 1985
- Etmopterus caudistigmus Last, Burgess & Séret, 2002
- Etmopterus compagnoi Fricke & Koch, 1990
- Etmopterus decacuspidatus Chan, 1966
- Etmopterus dianthus Last, Burgess & Séret, 2002
- Etmopterus dislineatus Last, Burgess & Séret, 2002
- Etmopterus evansi Last, Burgess & Séret, 2002
- Etmopterus fusus Last, Burgess & Séret, 2002
- Etmopterus gracilispinis Krefft, 1968
- Etmopterus granulosus (Günther, 1880)
- Etmopterus hillianus (Poey, 1861)
- Etmopterus joungi Knuckey, Ebert & Burgess, 2011
- Etmopterus lailae Ebert, Papastamatiou, Kajiura & Wetherbee, 2017
- Etmopterus lii Ng, Liu & Joung, 2024
- Etmopterus litvinovi Parin & Kotlyar, 1990
- Etmopterus lucifer Jordan & Snyder, 1902
- Etmopterus marshae Ebert & Van Hees, 2018
- Etmopterus molleri (Whitley, 1939)
- Etmopterus parini Dolganov & Balanov, 2018
- Etmopterus perryi Springer & Burgess, 1985
- Etmopterus polli Bigelow, Schroeder & Springer, 1953
- Etmopterus princeps Collett, 1904 – koleń długopłetwy[12]
- Etmopterus pseudosqualiolus Last, Burgess & Séret, 2002
- Etmopterus pusillus (Lowe, 1839) – kolczak smukły[12]
- Etmopterus pycnolepis Kotlyar, 1990
- Etmopterus robinsi Schofield & Burgess, 1997
- Etmopterus samadiae White, Ebert, Mana & Corrigan, 2017
- Etmopterus schultzi Bigelow, Schroeder & Springer, 1953
- Etmopterus sculptus Ebert, Compagno & De Vries, 2011
- Etmopterus sentosus Bass, D’Aubrey & Kistnasamy, 1976
- Etmopterus sheikoi (Dolganov, 1986)
- Etmopterus spinax (Linnaeus, 1758) – kolczak czarny[13]
- Etmopterus splendidus Yano, 1988
- Etmopterus unicolor (Engelhardt, 1912)
- Etmopterus viator Straube, 2011
- Etmopterus villosus Gilbert, 1905
- Etmopterus virens Bigelow, Schroeder & Springer, 1953